# Is It Right
Az Is It Right (magyarul: Helyes?) egy dal, amely Németországot képviselte a 2014-es Eurovíziós Dalfesztiválon, Koppenhágában. A dalt a német Elaiza együttes adta elő angol nyelven.
A dal a 2014. március 13-án rendezett 8 fős német nemzeti döntőn, az Unser Song für Dänemark fináléján nyerte el az indulás jogát, ahol a nézői szavazatok alakították ki a végeredményt.
A dalt Koppenhágában a május 10-én rendezett döntőben fellépési sorrendben tizenkettedikként adták elő az osztrák Conchita Wurst Rise Like a Phoenix című dala után, és a svéd Sanna Nielsen Undo című dala előtt. A szavazás során 39 ponttal a 18. helyen végzett.

## Külső hivatkozások
- Dalszöveg
- Az Is It Right című dal előadása a német nemzeti döntőben
- A dal első próbája a koppenhágai arénában
- A dal második próbája a koppenhágai arénában